# Olesicampe californica
Olesicampe californica là một loài tò vò trong họ Ichneumonidae.